# Jesteburg
Jesteburg là một đô thị thuộc huyện Harburg, bang Niedersachsen, Đức. Đô thị này có diện tích 27,97 km². Đô thị này có cự ly khoảng 25 km về phía nam của Hamburg, và 6 km về phía đông của Buchholz in der Nordheide.
Jesteburg là thủ phủ của Samtgemeinde ("đô thị tập thể") Jesteburg.
Jesteburg nằm ở nơi hợp lưu của hai con sông Schmale Aue và Seeve.